# Mélanie Avisse
Pour les articles homonymes, voir Avisse.
Mélanie Avisse, née le 29 août 1977 à Savigny-le-Temple, est une tumbleuse française.
Avec Chrystel Robert, Marlène Bayet et Karine Boucher, elle est sacrée championne du monde de tumbling par équipe en 1996 à Vancouver, championne d'Europe de tumbling par équipes en 1998 à Dessau et médaillée d'argent de tumbling par équipe aux Championnats du monde 1998 à Sydney . Aux Championnats du monde 1999, elle est médaillée de bronze en tumbling individuel et médaillée d'argent par équipe avec Mariama N'Dour, Chrystel Robert et Peggy Pachy.
Elle est sacrée championne d'Europe de tumbling par équipe en 2000 avec Marion Limbach, Mariama N'Dour et Chrystel Robert. 